# UFC Fight Night: Teixeira vs. Bader
UFC Fight Night: Teixeira vs. Bader è stato un evento di arti marziali miste tenuto dalla Ultimate Fighting Championship il 4 settembre 2013 al Mineirinho di Belo Horizonte, Brasile.

## Retroscena
La card dell'evento cambiò fortemente a causa di svariati infortuni capitati agli atleti che avrebbero dovuto lottare, e l'UFC per i rimpiazzi dell'ultimo minuto attinse parecchio dalla promozione brasiliana Jungle Fight mettendo sotto contratto il campione dei pesi piuma Kevin Souza, il campione dei pesi welter Elias Silvério e il campione dei pesi leggeri Ivan Jorge.

## Risultati
|                  | Divisione         |                  |                 |                    | Metodo                                      | Round           | Tempo           | Premio          |
| Card principale  | Card principale   | Card principale  | Card principale | Card principale    | Card principale                             | Card principale | Card principale | Card principale |
| ---------------- | ----------------- | ---------------- | --------------- | ------------------ | ------------------------------------------- | --------------- | --------------- | --------------- |
|                  | Pesi Mediomassimi | Glover Teixeira  | batte           | Ryan Bader         | KO Tecnico (pugni)                          | 1               | 2:55            | KOTN            |
|                  | Pesi Medi         | Ronaldo Souza    | batte           | Yushin Okami       | KO Tecnico (pugni)                          | 1               | 2:47            |                 |
|                  | Pesi Mosca        | Joseph Benavidez | batte           | Jussier Formiga    | KO Tecnico (ginocchiata e pugni)            | 1               | 3:07            |                 |
|                  | Pesi Leggeri      | Piotr Hallmann   | batte           | Francisco Trinaldo | Sottomissione (kimura)                      | 2               | 3:50            | SOTN            |
|                  | Pesi Medi         | Rafael Natal     | batte           | Tor Troeng         | Decisione unanime (30-27, 30-27, 29-28)     | 3               | 5:00            | FOTN            |
|                  | Pesi Mosca        | Ali Bagautinov   | batte           | Marcos Vinicius    | KO Tecnico (pugni)                          | 3               | 3:28            |                 |
| Card preliminare |                   |                  |                 |                    |                                             |                 |                 |                 |
|                  | Pesi Piuma        | Kevin Souza      | batte           | Felipe Arantes     | Decisione non unanime (29-28, 28-29, 29-28) | 3               | 5:00            |                 |
|                  | Pesi Gallo        | Lucas Martins    | batte           | Junior Hernandez   | Sottomissione (rear naked choke)            | 1               | 1:10            |                 |
|                  | Pesi Medi         | Elias Silvério   | batte           | João Zeferino      | Decisione unanime (29-28, 30-27, 30-27)     | 3               | 5:00            |                 |
|                  | Pesi Welter       | Ivan Jorge       | batte           | Keith Wisniewski   | Decisione unanime (29-28, 30-27, 29-28)     | 3               | 5:00            |                 |
|                  | Pesi Welter       | Sean Spencer     | batte           | Yuri Villefort     | Decisione non unanime (30-27, 28-29, 29-28) | 3               | 5:00            |                 |

## Premi
I lottatori premiati ricevettero un bonus di 50.000 dollari.
Legenda:
- FOTN: Fight of the Night (vengono premiati entrambi gli atleti per il miglior incontro dell'evento)
- KOTN: Knockout of the Night (viene premiato il vincitore per la migliore vittoria tramite KO dell'evento)
- SOTN: Submission of the Night (viene premiato il vincitore per la migliore vittoria tramite sottomissione dell'evento)

## Incontri annullati
|  | Divisione   |                   |        |                  | Motivo                                                |
|  | ----------- | ----------------- | ------ | ---------------- | ----------------------------------------------------- |
|  | Pesi Gallo  | Raphael Assunção  | contro | T.J. Dillashaw   | Posticipato a causa di un problema medico di Assunção |
|  | Pesi Piuma  | Godofredo Pepey   | contro | Sam Sicilia      | Entrambi gli atleti si infortunarono                  |
|  | Pesi Medi   | João Zeferino     | contro | Kenny Robertson  | Robertson infortunato                                 |
|  | Pesi Gallo  | Hugo Viana        | contro | Johnny Bedford   | Bedford infortunato                                   |
|  | Pesi Gallo  | Hugo Viana        | contro | Wilson Reis      | Viana infortunato                                     |
|  | Pesi Welter | Marcelo Guimarães | contro | Keith Wisniewski | Guimarães infortunato                                 |